# Anope
Anope est un ensemble de services IRC pour les serveurs. Anope est un logiciel libre distribué sous licence GPL.

## Historique
À l'origine, Anope n'était qu'une correction de bug pour Epona à une époque où ce dernier n'était plus maintenu. Démarré début 2003, ce projet a fini par devenir un fork à part entière, apportant nombre de fonctionnalités parmi lesquelles on peut citer l'architecture modulaire et le support de MySQL.

## Technique
Anope contient les services suivants :
- NickServ sert à enregistrer, protéger et gérer votre pseudo sur un serveur IRC.
- ChanServ sert à enregistrer, protéger et gérer votre chan sur un serveur IRC.
- MemoServ sert à envoyer et recevoir des messages, même lorsque votre interlocuteur est hors-ligne.
- HostServ permet aux utilisateurs d'enregistrer et d'utiliser un vhost de manière à masquer leur  adresse IP réelle sur IRC.
- BotServ place une représentation de ChanServ, sous la forme d'un bot, sur un chan enregistré, permettant d'effectuer certaines actions de manière conviviale.
- OperServ est réservé aux administrateurs. Il sert notamment à gérer le serveur et les services.

Différents modules permettent de compléter les fonctions de base.
- DevNull se contente d'ignorer tout message qui lui est envoyé.
- HelpServ est un service conçu pour donner des informations sur les Services.